# Samta Prasad

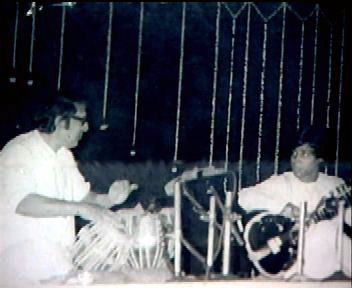
Samta Prasad begleitet den Sitarspieler Shahid Parvez

Samta Prasad (Shanta Prasad; * 20. Juli 1921 in Kabir Chaura; † 31. Mai 1994), auch als Godai Maharaj bekannt, war ein indischer Tablaspieler.

## Leben
Prasad entstammte einer Familie von Tablaspielern. Sein Urgroßvater Pratap Maharaj und sein Großvater Jagannath Mishra waren Tablaspieler, sein Vater Bachha Lal Mishra ein bekannter Tablalehrer, bei dem Prasad den ersten Unterricht hatte. Als er sieben Jahre alt war, starb sein Vater und er setzte den Unterricht bei Vikku Maharaj, einem Schüler Baldev Sahais fort.
Seinen ersten bedeutenden Auftritt, der seinen Ruhm begründete, hatte er 1942 beim Sangeet Sammelan in Allahabad. Er spielte in seiner Laufbahn in vielen Städten Indiens (u. a. Kalkutta, Mumbai, Chennai und Lucknow), gastierte aber auch in Frankreich der Sowjetunion und mehrfach in Edinburgh. Er spielte auch Tabla in mehreren Hindi-Filmen (u. a. Jhanak Jhanak Payal Baje, Basant Bahar, Mehbooba) und war Lehrer des Filmmusikkomponisten Rahul Dev Burman.
1972 wurde Prasad mit dem Padma Shri ausgezeichnet, 1987 mit dem Sangeet Natak Akademi Award. 1991 erhielt er den Padma Bhushan. Unter seinen Schülern finden sich Musiker wie Shashanka Bakshi, Nitin Chatterjee, Naba Kumar Panda, Gurmit Singh Virdee, Partha Sarathi Mukherjee, Satyanarayan Bashisht, Chandrakant Kamat, Jerul Masi, Basant Pawar, Maniklal Das, Manik Popatkar und auch sein Sohn Kumar Lal Mishra.